# Маленга (станция)
Ма́ленга — станция (тип населённого пункта) в Беломорском районе Карелии России. Входит в состав Сумпосадского сельского поселения.

## География
Населённый пункт расположен при станции Маленьга на ж.-д. линии Беломорск — Обозерская, в заболоченных лесах в 1,8 км к северо-востоку от посёлка Маленга, в 112 км к юго-востоку от Беломорска, в 81 км к западу от города Онега. Находится в 13 км от Онежской губы и в 4,5 км от границы с Архангельской областью.

## История
Железнодорожная станция Маленьга открыта в 1941 году.

## Население
| 2002 | 2009 | 2010 | 2013 |
| ---- | ---- | ---- | ---- |
| 5    | ↘2   | →2   | →2   |

## Инфраструктура
Путевое хозяйство. Действует железнодорожная станция Маленьга.

## Транспорт
Железнодорожный транспорт.